# Kumaradživa
Kumaradživa (sanskrt: कुमारजीव; tradicionalna kitajščina: 鳩摩羅什; poenostavljena kitajščina: 鸠摩罗什; pinjin: Jiūmóluóshí), budistični menih, misijonar, prevajalec in filozof iz takratnega kraljestva Kucha, * 344, † 413. 
Kitajski budizem je bil takrat najpomembnejše verovanje na tistem območju in je v veliki meri oblikoval razvoj umetnosti, filozofije in nasploh kitajske kulture, ki jo lahko vidimo danes. Kumaradživa je bil eden izmed največjih in najpomembnejših prevajalcev iz budistične kitajščine, v kateri so bila v tistem času napisana najpomembnejša dela. 
Njegova pot do veličine se je začela na Sarvastivaški šoli, kjer ga je učil Budasvamin. Po tem, ko je izmojstril kitajščino, se je ustalil kot prevajalec v Chang'an-u, kjer je vodil skupino prevajalcev, s katerimi je v kitajščino prevedel veliko sanskrških budističnih besedil. 

## Življenje

### Otroštvo in mladost
Kumaradživin oče, ki mu je bilo ime Kumarayana, je prihajal iz stare Indije. Poroka s Kumaradživino materjo, indijsko princeso, je bila dogovorjena že vnaprej. 
Že kot otrok (pri devetih letih) se je Kumaradživa zelo zanimal za stara budistična besedila, imenovane Agame in se iz njih učil. Njegova neizmerna vedoželjnost in učljivost sta pripeljali do tega, da je že pri dvajsetih letih dobil polno meniško posvečenje. Skozi čas je postal slavna ikona zaradi svojega znanja in retoričnih sposobnosti. 

### Zaprtje
V letu 379 je iz kraljestva Kuche prišel kitajski menih Seng Jun in kitajskemu cesarju Fu Jian-u opisal Kumaradživine sposobnosti. Cesar ga je nemudoma hotel imeti pri sebi, zato je general Lu Guang za Kumaradživo poslal celo vojsko, takoj po tem, ko naj bi zavzeli kraljestvo Kucha. To jim sicer ni uspelo, vendar je Kumaradživo vseeno dobil v jetništvo nekaj let pozneje, ko je imel približno štirideset let. Zaprtje je trajalo veliko let, ki jih je izrabil za učenje kitajskega jezika. Bil je prisiljen, da se poroči s hčerjo kralja kraljestva Kuche, s čimer je prelomil svoje meniške zaobljube. Izpuščen je bil šele po udaru družine Yao, ki je strmoglavila Fu Jian-a.  

### Smrt
Leta 412 se je Kumaradživa začel slabo počutiti in je čutil, da se mu bliža smrt. V tem času je bil zelo raztresen, saj mu ni uspelo dokončati vseh mahajanskih prevodov. Izjavil je, da je "izredno žalostno, da mora zapustiti svet" in da "naj se, kar je napravil znano in prevedel, razširi med prihodnje generacije in v popolnosti dojame." 
Umrl je leta 413 v Chang'anu (današnji Čangan) na Kitajskem. 

## Dela

### Prevajanje
Kumaradživa je imel ključni pomen pri revolucioniranju kitajskega budizma in posledično ga je cesar Yao Hsing imenoval za "učitelja naroda". Za njegov stil prevajanja sta značilna jasnost in zmožnost, da se izogne poprejšnjemu sistemu prevajanja imenovanega "geyi", za katerega je značilno enačenje budističnih pojmov z daoističnimi in konfucionističnimi. Kumaradživin način prevajanja je bil zelo prefinjen, saj del v sanskrtu ni prevedel dobesedno, ampak je ohranil prvotno sporočilo besedila. Zaradi tega so njegovi prevodi ostali bolj priljubljeni kot nekatera dela kasnejših prevajalcev kot so Xuanzang, ki so se pogosteje polastevali dobesednega prevajanja. 
V kitajsko budistično terminologijo je uvedel mnoge nove izraze, kot so: 
- 大乘 "Dà chéng", ali "višje orodje", ki izhaja iz besede Mahayana
- 念處 "niàn chǔ", ki pomeni "prostor čuječnosti"
- 菩提 "pú tí", za "prebujenje"
- 性 "xìng", za "naravo" oz. "izvir"

Pri prevajanju Kumaradživa ni deloval sam, ampak je šlo za skupinsko delo, pri katerem so pomagali najboljši kitajski učeniki, ki jih je zbral cesar Yao Hsing. Prvi korak procesa je bilo Kumaradživino branje originalnega besedila. Menihi, ki so sodelovali pri prevajanju, so nato debatirali o delu s Kumaradživo in med sabo in med tem so nastajali prevodi. Te so bili nato zapisani in večkrat ponovljeni. Postopek prevajanja je bil zelo priljubljen javni dogodek, ki se ga je udeležilo do 3,000 ljudi in pogosto tudi cesar, ki je pogosto kazal zanimanje za obdelovana filozofska dela. 
Kumaradživa je razvil tudi sistem, pri katerem je besede iz sanskrta v kitajščino uvajal z uporabo kitajskih znakov, pri čemer je vsak znak predstavljal svoj zlog. Ta sistem je kasneje postal osnova za "pinjin" romanizacijo kitajskega jezika. 

### Prevodi
Kumaradživi je pripisanih dvainpetdeset prevodov in splošno sprejeto je, da so dela res njegova. Med temi so tako mahajanske sutre kot dela na budističnih meditacijah abhidarma 

#### Sutre
Sutra je aforizem ali zbirka aforizmov. Med najpomembnejšimi sutrami, ki jih je prevedel Kumaradživa, so: 
- Vajracchedikā Prajñāpāramitā Sūtra (Diamantna sutra)
- Saddharma Puṇḍarīka Sūtra (Lotusna sutra) (T 263—62)
- Aṣṭasāhasrikā Prajñāpāramitā Sūtra, (T 227, 408 CE)
- Daśabhūmikā Sūtra (T 286) v sodelovanju z budajasami.
- Viśeṣacintā-brahma-paripṛcchā (T 585—86)
- Bhadrakalpa (T 425)
- Ratnajāli-paripṛcchā (T 433)
- Vidhi-hṛdaya-vyūha (T 307)
- Maitreyavyākaraṇa Sūtra

#### Pogodbe
Prevedel je tudi nekatere ključne pogodbe, večinoma iz madjamaške šole budizma, ki so postale temelji vzhodnoazijskega madjamaškega budizma. Ta so: 
- Srednje pogodbe (Kitaj. 中論, pinjin: Zhonglun, T. 1564; Skt. Madhyamakaśāstra)
- Pogodbe dvanajstih dveri (Kit. 十二門論, pinjin: Shiermenlun, T. 1568
- Satyasiddhi Shastra (Ch'eng-shih lun)

#### Meditacijska besedila
Kumaradživa je s svojo ekipo prevedel tudi nekatere meditacijske pogodbe: 
- Skriptura skritih bistev Dhjane (T613. Chan mi yao fa jing 禪祕要法經)
- Skriptura Samadija sedeče Dhjane (T614. Zuòchán sān mēi jīng 坐禪三昧經),
- Skriptura Bodhisattvinih metod zagotavljanja spolnih potreb (T615. Pusa he seyu fa jing 菩薩訶色欲法經) .
- Skrajšano bistvo Dhjane (T617. Siwei Lue Yao Fa 思惟略要法)

Poznavalci so neenotni glede tega, na koliko od teh je dejansko delal Kumaradživa. Kitajski viri nakazujejo, da so bila ta dela preurejena, okrajšana in vzeta iz indijskih virov. 

### Izvirna filozofska dela
Za Kumaradživo velja tudi, da je napisal nekaj lastnih filozofskih del, vključujoč njegov Komentar na Vimalakīrti-nirdesa-sūtro in Shixiang lun. Kumaradživa je skupaj s svojo ekipo napisal tudi življenjepis Nagarjune. 
Njegova originalna dela najdemo tudi v Jiumoluoshi fashi dayi, ki je zbirka pisem med Kumaradživo in Lushan Huiyuanom, v katerih debatirata o osnovnih temah mahajanstva. 

## Pomen
Njegovi prevodi so doživeli veliko uspeha v kitajsko govorečem svetu. Te so bili tako uspešni, da so celo stoletja po njegovi smrti in po številnih novih prevodih, ki naj bi bili boljši, še vedno najpogosteje uporabljeni Kumaradživini prevodi. V dvajsetem in enaindvajsetem stoletju se je s širitvijo globalnega budizma še povečal Kumaradživin pomen. 
Poleg jezikovnega in terminološkega pomena je imel tudi izjemen pomen na filozofsko razumevanje budizma na Kitajskem. Po Fan Moyouu je imelo veliko kitajskih budistov pred Kumaradživo veliko nerazumevanj o praznini in neobstoju in ne-sebi. Na njihovo mišljenje je močno vplival neo-taoistični filozof Xuanxue. Kumaradživa in njegovi pomočniki so prepoznali te napake in stremeli k njihovem popravljanju z uvajanjem pravilnih prevodov indijskih budističnih del.